# Šlikova Ves
Šlikova Ves (ve starší literatuře též Šlikoves, německy Slikowes) je malá vesnice, část obce Podhradí v okrese Jičín. Nachází se asi 1,5 km na východ od Podhradí. V roce 2009 zde bylo evidováno 47 adres. V roce 2001 zde trvale žilo 76 obyvatel.
Vesnice byla založena pravděpodobně roku 1783 nebo nedávno předtím, z popudu vlastníka okolní půdy rodiny Schliků. V matrikách se objevuje tato vesnice od prosince 1793. Archivováno 20. 4. 2019 na Wayback Machine.
Zajímavostí je způsob rozdělení půdy novým obyvatelům, kdy byla dle ústně předávané tradice rozdělena na základě toho, co za daný časový okamžik byl schopen nový vlastník ručně obdělat rýčem.
Většina majitelů nemovitostí pochází z původních rodin.[zdroj?]
Šlikova Ves leží v katastrálním území Podhradí u Jičína o výměře 6,01 km2.

## Významní rodáci
- Josef Křelina, stavitel
- Martina Havelková